# 베르셰바 전투
베르셰바 전투(영어: the Battle of Beersheba, 튀르키예어: Birüssebi Muharebesi 독일어: Schlacht von Beerscheba)는 1917년 10월 31일 제1차 세계대전의 시나이-팔레스타인 전역에서 영국의 이집트 원정군이 오스만 제국의 이을드름 야전군이 주둔한 베르셰바를 공격해 점령한 전투이다. 